# 韓琮
韓琮（？—？），直隸通州人，清朝官員。

## 生平
韓琮為舉人出身，初任建寧縣知縣。乾隆二十九年十一月初四（1764年11月26日），調任彰化縣知縣。乾隆三十三年五月（1768年）接任台灣府海防兼南路理番同知，次年暫署鳳山縣事。乾隆三十五年（1770年）署任台灣府淡水撫民同知。